# Psihotronică
Psihotronica este o pseudoștiință ai cărei adepți susțin că studiază interacțiunile psihice la distanță. Obiectul de studiu al psihotronicii îl constituie presupusele fenomene parasenzoriale (paranormale), denumite și fenomenele PSI.

## Determinări prin cercetări științifice
Cercetătorii nu au reușit să descopere modalităti de dezvoltare a unor capacități de punere în evidență a fenomenelor psihice parasenzoriale (PSI: percepția extrasensorială-PES, telepatia, telekinezia ș.a.) și acestea nu sunt explicate științific.  
De altfel Colegiul Psihologilor din România se delimitează de manifestările parapsihologice, pe care le clasifică drept non-științifice.

## Scurt istoric
Un istoric succint al cercetărilor în domeniul parapsihologic arată sfârșitul secolului al XIX-lea ca timp al "nașterii" primelor societăți metapsihice ca organisme de cercetare organizată a acestor fenomene. Francezul Max Dessoir a înlocuit vechiul termen "metapsihica" cu cel de "parapsihologie".
Cele mai rudimentare tehnici de influențare la distantă, de manipulare, sunt cunoscutele bombe cu manifeste lansate în teritoriul inamic, dar și manipularea prin intermediul radioului și presei scrise, folosite de Franța, Anglia și Germania (pe frontul primului război mondial se auzeau foarte des difuzoarele inamice cu texte defetiste). Aceste tactici sunt specifice războiului psihologic și nu aparțin tehnicilor parapsihologice.
Cercetări asupra paranormalului s-au făcut și se fac încă în multe țări, dintre care SUA, Rusia, China și Cehia ( încă în 1942 în Cehia a apărut lucrarea "Clairvoyance, Hypnotism and Magnetism").

## Baza științifică a psihotronicii

### Teorii și tehnici utilizate
Adepții consideră că există posibilitatea de a se efectua controlul psihic al mintii, respectiv ca starea psihică – creierul – să fie  influențată  de la distanță.       
Pentru a explica evenimentele psihotronice se solicită să se facă apel la  cunoștințele de fizică. La începutul secolului anterior, Erwin Schrödinger și Werner Heisenberg au formulat legile de bază ale mecanicii cuantice. Această teorie descrie fizica lumii subatomice.
Dr. Bell a elaborat o teoremă din mecanica cuantică care afirmă că particulele subatomice sau fotonii care s-au obținut prin divizarea în două a unei alte subparticule sau foton vor avea aceleași caracteristici. Teorema lui Bell și conectivitatea între perechile de subparticule le-a permis oamenilor de știință să transmită informația în condiții de securitate. Dacă corpul biofizic este un câmp cuantic, atunci când se divide pentru a realiza acțiunea psihotronică, fiecare componentă va cunoaște ceea ce perechea sa din câmpul biofizic a observat. Transmisia cuantică a informației ar putea explica cum informația psihotronică trece de la situl observat la spionul psihic.
Câmpurile morfogenetice – câmpuri de forțe care modelează viața.
O altă analogie se referă la genomul uman (cromozomii care alcătuiesc materialul genetic uman) programat pentru a transforma masa celulelor oului fertilizat numită blastocist în embrion. Câmpurile morfogenetice biofizice asigură comutarea pe genele specifice și renunțarea la altele, în funcție de poziția lor în blastocistul din uter. Dacă aceștia se află lângă axa în vârf, ei devin celulele ochiului și ale esofagului. Dacă sunt în partea de jos vor deveni anus, iar dacă sunt în centrul blastocistului vor deveni tubul digestiv. Dacă sunt la suprafață vor deveni celulele pielii. Câmpurile biofizice păstrează informația care va determina ca celule identice să devină celule din sisteme diferite, în funcție de poziția lor. Prin urmare câmpul biofizic conține foarte multe informații care nu sunt conținute în genom. Mai mult, câmpul biofizic poate controla expresia genei. O consecință naturală a acțiunilor psihotronice a fost dezvoltarea la practicienii psihotroniști a unei evoluții în câmpurile lor morfogenetice.
Prin exersarea tehnicilor psihotronice de către corpul biofizic, câmpurile morfogenetice din care este alcătuit vor evolua și vor deveni conștiente (conștiența primară). 
Aceste speculații au fost depășite de epigenetică: conform briciului lui Occam, metilarea rade câmpul morfogenetic.